# Костанайская лошадь
Костанайская порода лошадей — порода лошадей верхово-упряжного, верхового и степного типов. Выведена в 1951 скрещиванием кобыл казахской породы с жеребцами калмыцкой, донской, стрелецкой, орлово-растончинской, англоарабской и чистокровной верховой пород в Костанайском, Майкольском и Троицком (Россия) конном заводах. Масть рыжая и гнедая. Высота в холке у жеребцов 159, длина туловища 161, обхват груди 186, обхват пясти 20 см; у кобыл соответственно 155,4; 156,2; 185,2; 19,5 см. Животные крепкой конституции: голова средней величины с широким лбом, грудь глубокая, ноги сухие, костистые, правильно поставленные. Разведение этой породы в Казахстане сосредоточено на конном заводе «Қазақ тұлпары» в Костанайской области, а также в Павлодарской, Северо-Казахстанской областях.